# Greatest Tank Battles
Greatest Tank Battles är en kanadensisk krigsdokumentärserie från 2010 som visas i Discovery Channel. Serien handlar om olika pansarslag som rekonstrueras med hjälp av modern datorgrafik.